# Carabus daphnis
Carabus daphnis is een keversoort uit de familie van de loopkevers (Carabidae). De wetenschappelijke naam van de soort is voor het eerst geldig gepubliceerd in 1962 door Kurnakov.
De soort is alleen vastgesteld in Georgië.